# ویلهلم اشپیلبرگ
ویلهلم اشپیلبرگ (آلمانی: Wilhelm Spiegelberg; ۲۵ ژوئن ۱۸۷۰ – ۲۳ دسامبر ۱۹۳۰) مصرشناس، باستان‌شناس، انسان‌شناس، خط‌شناس مصر باستان و استاد دانشگاه اهل آلمان بود.
او دانش‌آموختهٔ دانشگاه استراسبورگ بود و مدرک دکترای خود را در سال ۱۸۹۱ میلادی از این دانشگاه در رشتهٔ مصرشناسی و باستان‌شناسی دریافت نمود. سپس به پاریس رفت و تحصیلات خود را زیر نظر گستون مسپرو ادامه داد. وی در سال ۱۸۹۹ دانشیار دانشگاه استراسبورگ شد و در سال ۱۹۰۷ به مقام استادتمامی رسید. اشپیلبرگ در سال ۱۹۱۹ به دانشگاه هایدلبرگ انتقال یافت و چهار سال بعد، به ریاست کرسی مصرشناسیِ دانشگاه لودویگ ماکسیمیلیان مونیخ نائل آمد.
از او آثار مهم و فراوانی دربارهّ مصر باستان به جا مانده‌است.